# Il cavaliere inesistente
Il cavaliere inesistente és una pel·lícula italiana animada de tècnica mixta de 1970 dirigida per Pino Zac i produïda per l'Istituto Luce que combina actors reals i personatges animats, utilitzant la tècnica Stop-motion per al rodatge. La pel·lícula està inspirada en la novel·la homònima d'Italo Calvino del 1959.

## Argument
Agilulf és el millor dels paladins de Carlemany. Noble i obedient; en realitat no és més que una armadura buida, sostinguda només per la seva voluntat de ser i, per tant, no pot abandonar mai la seva “consciència de ser”: si això succeís, deixaria d'existir. Durant una marxa amb l'exèrcit, Carlemany nomena un escuder per a Agilulf, Gurdulù, un home "que hi és, però no sap que hi és", que acompanyarà el cavaller en les seves aventures. Una nit, Agilulf també coneix en Rambald, un jove cavaller que es va unir a l'exèrcit de Carlemany per venjar la mort del seu pare.
Rambald s'enamora de Bradamant, també paladí, però d'Agilulf, en qui veu encarnat l'ideal del cavaller perfecte. Un vespre el cavaller Torrismond, molest per la freda perfecció d'Agilulf, qüestiona la legitimitat de la seva investidura com a cavaller, afirmant que Sofronia, la princesa salvada dels bandolers pel cavaller per convertir-se en tal, no era més que una criada dels cavallers del Valhalla. Així doncs, el cavaller es veu obligat a marxar, acompanyat de Gurdulù, a la recerca de Sofronia, l'única capaç de demostrar la regularitat de la seva investidura. El paladí Bradamant intenta seguir-lo, al seu torn perseguit per Rambald. Torrismond també decideix marxar, disgustat per la degradació de l'exèrcit de Carlemany, per trobar els cavallers del Valhalla, amb els quals va créixer i que considera dignes d'estimació i respecte, però que al seu torn el decebrà. Després de diverses aventures per a tots els buscadors, Agilulf troba Sofronia al Marroc, al palau del soldà.
Després d'haver aconseguit endur-se-la d'allà, la porta a on després es trobarà amb Carlemany i l'amaga, per passar la nit, en una cova. Però aquí Torrismond la troba i se la porta amb ell, havent-se enamorat d'ella. Per tant, Agilulf, incapaç de demostrar el seu dret a ser cavaller, deixa d'existir. Bradamant, desesperada d'haver perdut el seu estimat, es retira a un convent del qual, però, Rambald se l'endurà. Aquest últim, vestit amb l'armadura blanca d'Agilulf, aconsegueix finalment guanyar-se l'amor de Bradamant.

## Diferències amb la història del llibre
- Els Cavallers del Grial esdevenen els Cavallers del Valhalla a la pel·lícula
- Els viatges dels diferents paladins, entre Escòcia, el Marroc i els regnes imaginaris, són més breus que a la novel·la.